# Georg Friedrich Christoph Frick

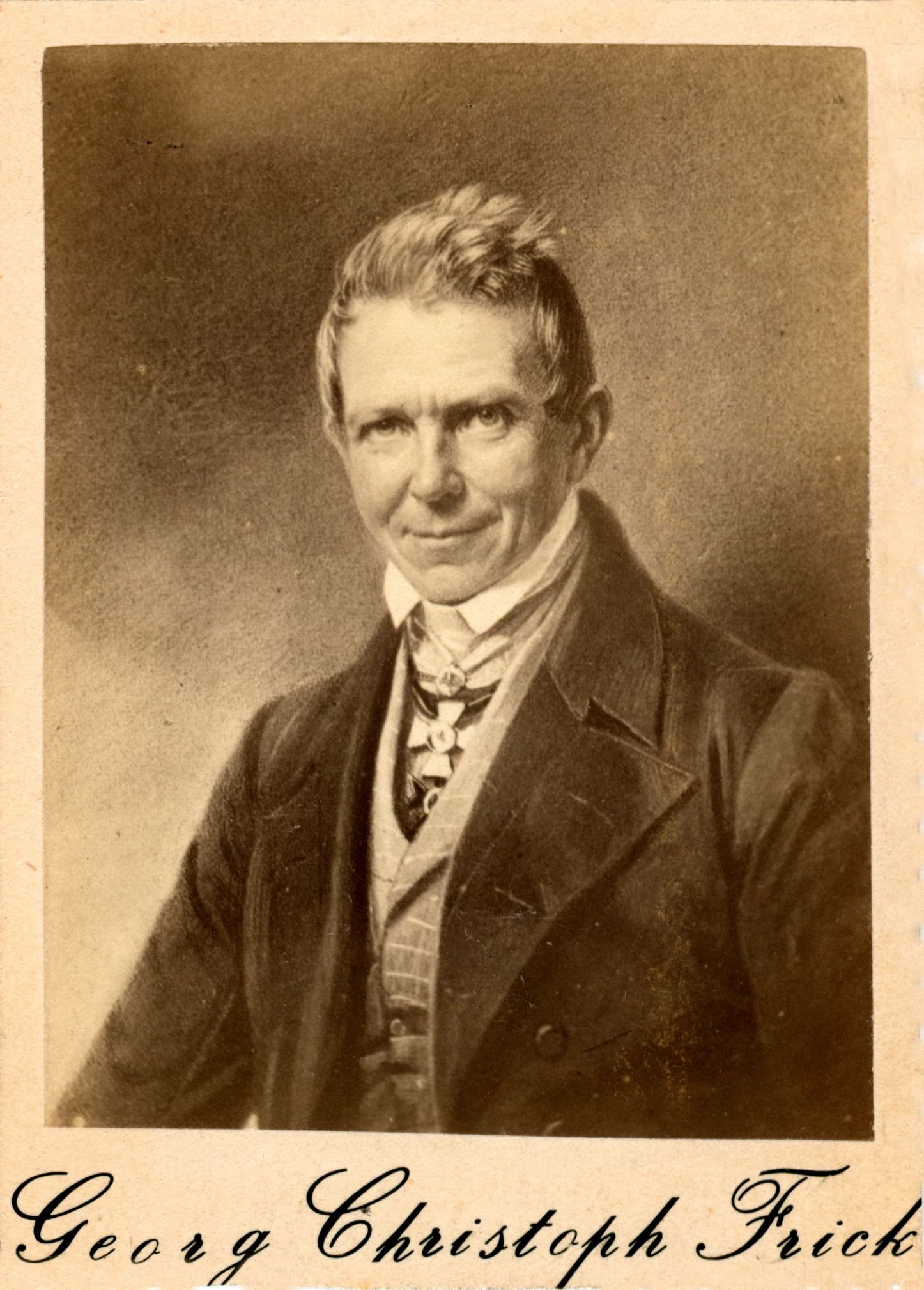
Georg Christoph Frick, circa 1840

Georg Friedrich Christoph Frick (* 30. Januar 1781 in Berlin; † 4. Juli 1848 ebenda) war ein deutscher Porzellanfabrikant und Direktor der Königlichen Porzellan-Manufaktur in Berlin.
Georg Frick war der Sohn des Münzdirektors George Christoph Frick (ca. 1737–1813) und seiner Frau Johanna Maria Regina Gerhardt, Witwe des Münzmeisters Carl Gottlieb Lauffer, und wurde durch Besuch von chemischen, mineralogischen und physikalische Vorlesungen an der Bergakademie, wo auch sein Vater lehrte, auf eine technische Laufbahn vorbereitet. Er war zunächst kurz Münz-Eleve, bevor er ab 1797 in der Königlichen Porzellanmanufaktur arbeitete, zunächst als Assistent des Arkanist, ab 1804 als Vizearkanist und ab 1807 als Arkanist. Ab 1821 war er dort mit Friedrich Philipp Rosenstiel Mitdirektor und von dessen Tod 1832 bis zu seinem Selbstmord 1848 alleiniger Direktor.
Er erwarb sich große Verdienste um die Porzellanherstellung. So ließ er etwa ein neues Brenngebäude bauen, ihm gelang die Herstellung von Gefäßen bis zu knapp 1 m Höhe und er entwickelte die Farbskala für Porzellan. Er war jedoch mehr Praktiker als Kaufmann und so geriet die Porzellanmanufaktur in wirtschaftliche Schwierigkeiten, die Ursache für seinen Selbstmord waren.

## Veröffentlichungen (Auswahl)
- Ueber einen dem Goldpurpur ähnlichen Silberniederschlag. In: Annalen der Physik und Chemie 88, 1828, S. 285–287.
- Ueber ein einfaches Verfahren zur Darstellung des Chromoxyduls im Großen. In: Annalen der Physik und Chemie 89, 1828, S. 494f.
- Ueber die Anwendung des Iridiums zu Porzellanfarben. In: Annalen der Physik und Chemie 107, 1834, S. 17–19.
- Ueber die Scheidung des Iridiums zum technischen Gebrauch im Großen, aus den Rückständen von der Ausscheidung des Platins in Petersburg. In: Annalen der Physik und Chemie 116, 1837, S. 209–218.
- Ueber die Bereitung der Porzellanmassen und der Porzellangläser in der Königlichen Porzellan-Manufactur in Berlin, Berlin 1845.
- Geschichte der Königlichen Porzellan-Manufactur in Berlin, 2 Teile, Berlin 1846–1848.
- Ueber die Porzellan-Kapsel und Pumbs-Fabrikation der Königlichen Porzellan-Manufactur bis zum Jahre 1848, Berlin 1848.